# Cantharocnemis fairmairei
Cantharocnemis fairmairei är en skalbaggsart som beskrevs av Auguste Lameere 1902. Cantharocnemis fairmairei ingår i släktet Cantharocnemis och familjen långhorningar.
Artens utbredningsområde är:
- Angola.
- Botswana.
- Nigeria.
- Zimbabwe.

Inga underarter finns listade.